# Freja Cohrt
Freja Cohrt Kyndbøl (født d. 20. januar 1994 i Odense) er en dansk håndboldspiller, der spiller for København Håndbold i Damehåndboldligaen. Hun har tidligere optrådt for FCM Håndbold, Silkeborg-Voel KFUM, Randers HK, Skive fH og Odense Håndbold.

## Klub karriere

### Ungdomshåndbold
Cohrt startede med at spille håndbold i Odenseklubben OH77. Derfra kom hun til HC Odense, efterfulgt af Sportsefterskolen SINE og FCM Håndbold.

### Randers HK
I 2012 underskrev hun sin første professionelle kontrakt med Randers HK, hvor hun fik debut i september samme år mod Team Esbjerg.

### Skive fH
I 2014-15 sæsonen spillede hun for Skive fH. Holdet trak sig dog i april og blev derfor tvangsnedrykket, da de ikke kunne finansiere både et professionelt herre- og damehold.

### Silkeborg-Voel
I 2015 tog hun til Silkeborg-Voel KFUM, og allerede i december samme år skrev hun under på en kontraktforlængelse indtil 2018. Hun forlod dog allerede klubben i 2017 af personlige årsager.

### Odense Håndbold
Derefter tog hun hjem til Fyn og skrev kontrakt med Odense Håndbold. I 2020 forlængede hun kontrakten indtil 2023.
Hun var med til at vinde den danske liga, Damehåndboldligaen, to gange i træk i 2021 og 2022 med Odense Håndbold. Det var første gang Odense vandt det danske mesterskab.

### København Håndbold
I 2023 skiftede hun til København Håndbold, efter hendes kontrakt udløb i Odense.

## Landshold
Hun har spillet masser af kampe på de danske U-landshold, hvor hun bl.a. var med til at vinde U18 VM 2013 i Montenegro, med en scoring i sidste minut.
Freja blev udtaget til Heine Eriksens Golden League-trup på A-landsholdet og fik debut i november 2014.
Hun repræsenterede Danmark ved VM i 2019, hvor Danmark endte på 9. pladsen.

## Meritter
- Damehåndboldligaen
  - Vinder: 2021, 2022
  - Sølv: 2018, 2020
  - Bronze: 2019
- DHF's Landspokalturnering
  - Vinder: 2020
  - Finalist: 2018, 2019